# 孟语

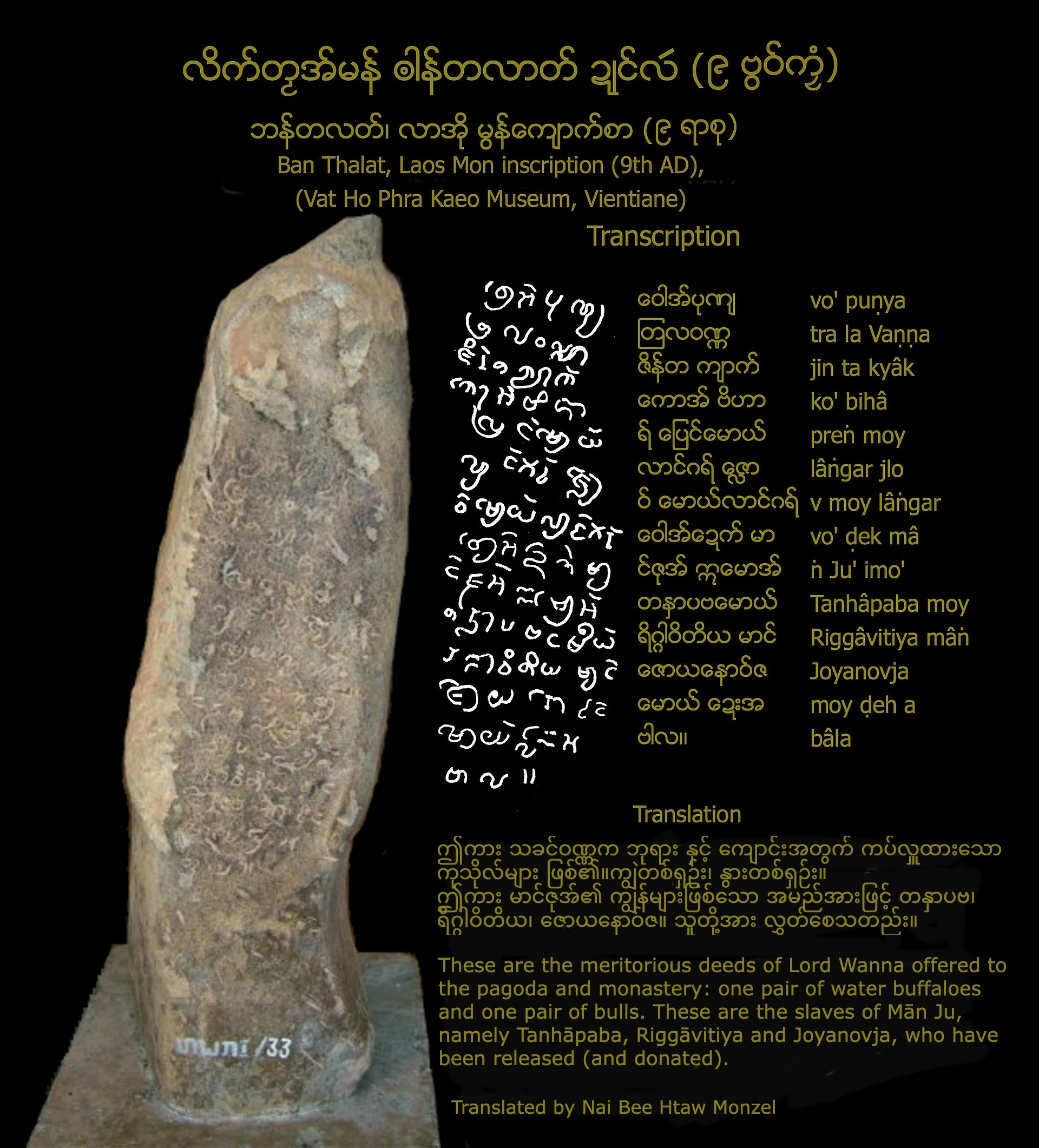
老撾潘基塔拉特孟题词

孟語（孟語：ⓘ;，緬甸語：ⓘ）屬於南亞語系。主要由生活在緬甸和泰國的孟族使用。它和高棉語都不是聲調語言，故此與中南半島大多數語言不同。
使用孟語的人數在不斷減少，年輕一代尤甚。
在緬甸，大多數使用孟語的人都生活在孟邦，其次是德林達依和克倫邦。